# Paul Milgrom
Paul Robert Milgrom (Detroit, 20 d'abril de 1948) és un economista estatunidenc. És el titular de la càtedra Shirley i Leonard Ely d'Humanitats i Ciències a la Universitat Stanford, càrrec que ocupa des de 1987. El professor Milgrom és un expert en teoria de jocs, específicament en teoria de subhastes i estratègies de fixació de preus. És el co-creador del teorema del no intercanvi amb Nancy Stokey. És el cofundador de diverses companyies, la més recent de les quals, Auctionomics, proporciona programari i serveis que creen mercats eficients per a subhastes i intercanvis comercials complexos.
Milgrom i el seu assessor de tesi Robert B. Wilson van dissenyar el protocol de subhasta que utilitza la Comissió Federal de Comunicacions dels Estats Units per distribuir les freqüències cel·lulars entre les companyies telefòniques.
Va ser guardonat amb el Premi Nobel d'Economia el 2020, juntament amb Robert B. Wilson, "per les millores en la teoria de les subhastes i les invencions de nous formats de subhastes".

## Carrera acadèmica
Després d'obtenir el seu doctorat, Milgrom va assumir un lloc docent a la Kellogg School of Management de la Northwestern University, on va treballar des de 1979 fins a 1983. En el departament d'economia de l'empresa i Ciències de la Decisió de Kellogg (Meds), Milgrom va formar part d'un grup de professors com el futur premi Nobel Roger Myerson, Bengt Holmstrom, Nancy Stokey, Robert J. Weber, John Roberts i Mark Satterthwaite que van ajudar a portar la teoria dels jocs i l'economia de la informació a una àmplia gamma de problemes en economia com els preus, les subhastes, els mercats financers i l'organització industrial.
A Meds, Milgrom va influenciar en el desenvolupament d'una apreciació més profunda de com les matemàtiques de la probabilitat es poden aplicar a la teoria econòmica. Ha posat èmfasi en que, per exemple, les matemàtiques de l'expectativa condicional eren essencials per comprendre les preguntes informatives aplicades, com la maledicció del guanyador. El seu treball amb Robert Weber sobre estratègies de distribució va introduir noves formes d'utilitzar les propietats topològiques dels espais de probabilitat en l'anàlisi de jocs on els jugadors tenen informació diferent.
Weber va explicar la seva col·laboració amb Milgrom. Durant el que se suposava que seria una breu reunió per reflexionar sobre un problema que es va plantejar Weber, Milgrom va tenir una idea clau. Weber va escriure: "I allà, en qüestió de minuts, va exposar el cor dels nostres dos primers treballs conjunts".
De 1982 a 1987,Milgrom va ser professor d'economia i administració a la Universitat Yale. El 1987,Milgrom va tornar com a professor d'economia a la seva ànima mater, la Universitat Stanford, on actualment és el titular de la càtedra Shirley i Leonard Ely d'Humanitats i Ciències en el Departament d'Economia. Va ser l'assessor de tesi doctoral per a diversos estudiants, en particular de la guanyadora de la Medalla John Bates Clark, Susan Athey.
Milgrom va ocupar càrrecs editorials en diverses revistes conegudes, com American Economic Review, Econometrica i Journal of Economic Theory. Es va convertir en membre de la Econometric Society el 1984 i de l'Acadèmia Americana de les Arts i les Ciències el 1992. El 1996 va pronunciar la conferència commemorativa del Nobel en homenatge al guardonat William Vickrey, que va morir tres dies després de l'anunci del premi Nobel. El 2006, Milgrom va ser elegit per a l'Acadèmia Nacional de Ciències.
Milgrom va rebre el Premi Erwin Plein Nemmers en Economia el 2008 "per contribucions que van ampliar dràsticament la comprensió del paper de la informació i els incentius en una varietat d'entorns, incloses les subhastes, la teoria de l'empresa i els mercats oligopòlics ". També va rebre el Premi Fundación BBVA Fronteras del Conocimiento 2012 en l'àrea d'economia, finances i gestió "per les seves contribucions fonamentals a una gamma inusualment àmplia de camps de l'economia que inclouen subhastes, disseny de mercat, contractes i incentius, economia industrial, economia d'organitzacions, finances i teoria de jocs ".
El 2013, Milgrom va ser elegit vicepresident de l'American Economic Association.  Del 19 al 20 d'abril de 2013, es va celebrar una conferència en honor del 65è aniversari de Milgrom a la Universitat Stanford.
El 2014, Milgrom va guanyar un Golden Goose Award pel seu treball relacionat amb el disseny de subhastes. 

## Camps d'investigació
Milgrom ha realitzat importants contribucions a diversos camps de l'economia, inclosa la teoria de subhastes, la teoria de jocs, l'economia de la informació, l'organització industrial i la teoria de les organitzacions. Ha publicat gairebé 100 treballs i els seus treballs han rebut més de 68.800 cites a Google Scholar.
La teoria econòmica va experimentar un canvi important a finals dels anys setanta i principis dels vuitanta. Mentre que la teoria de l'equilibri general dels mercats perfectament competitius havia estat el focus principal de la investigació teòrica fins llavors, una sèrie de joves investigadors van començar a abordar nous conjunts de problemes utilitzant les eines de la moderna teoria de jocs no cooperatius. Aquests investigadors es van adonar que diversos problemes econòmics importants estaven fora de l'àmbit dels mercats perfectament competitius i que podien analitzar-los fructíferament centrant-se en els incentius i la informació. Milgrom va ser una de les figures principals en aquest nou moviment en la teoria econòmica.
El nou moviment en la teoria econòmica va proporcionar una mirada més propera a com funciona el mecanisme de mercat. En particular, encara que la teoria econòmica tradicional no va prestar atenció al procediment detallat de formació de preus, la teoria de subhastes se centra en com es forma el preu de mercat sota un procediment clarament especificat, tenint en compte el fet que els participants en el mercat tenen informació privada diversa. Milgrom va aportar contribucions fonamentals a la teoria de subhastes. Un dels primers documents de Milgrom (1979) va resoldre un problema obert des d'antic sobre com les subhastes agreguen correctament la informació privada en mans dels postors. Milgrom i Weber (1982) van proporcionar resultats fonamentals quan les valoracions dels postors són interdependents. En un document que està estretament relacionat amb les subhastes (Glosten i Milgrom, 1985), Milgrom va proporcionar una contribució fonamental a la teoria de la microestructura de mercat, que analitza els mecanismes detallats de formació de preus en els mercats financers. En la dècada de 1990, Milgrom va fer un pas més per aplicar la teoria de subhastes per resoldre problemes pràctics importants, especialment la subhasta d'espectre de freqüències l'any 1994. Aquest va ser un esdeveniment important en la teoria econòmica on va aconseguir l'etapa on les seves aplicacions de enginyeria a problemes pràctics es van tornar factibles. Milgrom és una de les principals figures en aquest sentit, i és un dels fundadors de la nova àrea d'investigació de disseny de mercats. Milgrom (2004) va publicar una monografia històrica en el camp de Market Design.
Milgrom també va demostrar que els fets importants en l'Organització Industrial, que prèviament s'havien analitzat sota suposicions ad hoc, poden ser consistentment explicats per l'anàlisi teòrica de jocs sota informació asimètrica. En una col·lecció d'articles altament influents amb John Roberts, va mostrar que les pràctiques depredadores, limitar el preu (cobrar un preu baix, potser fins i tot per sota del cost marginal, que desincentiva l'entrada) i la despesa excessiva en publicitat aparentment desinformativa poden ser comportaments estratègics racionals sota informació asimètrica. Milgrom és un dels pioners que va reescriure la teoria de l'Organització Industrial sobre la base de la lògica de la teoria de jocs moderna.
Una altra innovació proporcionada per Milgrom va ser mostrar que les activitats dins d'una empresa o una organització, que havien estat àmpliament considerades com els temes de les ciències de la gestió o els teòrics de l'organització d'altres disciplines, podien prestar-se a una anàlisi matemàtica formal. En particular, Milgrom va contribuir a la formació d'una nova àrea de recerca, la teoria de contractes (Contract Theory), que proporciona una anàlisi formal dels incentius, tant dins de les organitzacions com en els mercats. Milgrom va analitzar el disseny òptim dels esquemes d'incentius i les organitzacions, i va mostrar que les pràctiques comunes en la realitat, com l'ús de la tarifa per peça simple, poden ser òptimes sota un conjunt realista de suposicions.
En termes de teoria econòmica pura, Milgrom va proporcionar una anàlisi fonamental de "complements", un conjunt de variables que tendeixen a moure's en la mateixa direcció perquè augmentar qualsevol d'elles augmenta la recompensa per augmentar les altres, en un entorn molt general. Milgrom va proporcionar anàlisis formals de complementarietats estratègiques (complementarietats entre les eleccions de diferents jugadors en un joc) i supermodularitat, i va arribar a derivar una sèrie d'implicacions en diversos camps de l'economia.
Al rebre el Premi Nemmers el 2008, l'anunci oficial va destacar el següent:
"El treball pioner de Milgrom ha desenvolupat i popularitzat noves eines per a l'anàlisi d'informació asimètrica i interacció estratègica i, el més important, ha demostrat la utilitat d'aquestes eines per a l'anàlisi de problemes aplicats", va dir Charles Manski, professor i director de economia a la Northwestern University. El treball de Milgrom en les subhastes va ajudar a establir les bases per a una de les àrees d'investigació més fructíferes en microeconomia en els últims 30 anys. El seu treball sobre la teoria de l'empresa ha estat igualment influent. Milgrom també ha fet contribucions importants a l'estudi de com la informació asimètrica pot afectar el comportament de les empreses en mercats oligopolístics. "
La cita del jurat del Premi BBVA va escriure:
"El seu treball en la teoria de subhastes és probablement el més conegut. Ha explorat qüestions de disseny, licitació i resultats per a subhastes amb diferents regles. Va dissenyar subhastes per a múltiples articles complementaris, amb vista a aplicacions pràctiques com subhastes d'espectre de freqüència. La investigació del professor Milgrom en organització industrial inclou estudis influents sobre fixació de preus límit, dissuasió d'entrada, depredació i publicitat. A més, Milgrom ha afegit nous coneixements importants sobre finances, particularment en relació amb el comerç especulatiu i la microestructura al mercat. El tema comú dels seus treballs sobre subhastes, estratègies industrials i mercats financers és que els actors econòmics infereixen dels preus i altres informacions observables sobre els valors fonamentals del mercat."
"També ha contribuït a la teoria dels agents al descriure les condicions sota les quals els incentius lineals són òptims i a desenvolupar un model manejable de relacions d'agents multitasca. El seu treball sobre teoria de contractes i organització ha estat molt influent en la ciència de la gestió. Finalment, el professor Milgrom ha contribuït a l'economia matemàtica i la teoria de jocs, amb estudis sobre la reputació i l'aprenentatge adaptatiu."